# 主殿造
主殿造（しゅでんづくり）は、室町時代の武家住宅の様式として、建築史で提唱された言葉である。

## 概要
鎌倉時代から室町時代初期の武家住宅は寝殿造の系統であり、足利義教の将軍邸（花の御所）も寝殿を中心にした配置を取っていた。
それが足利義政の東山殿になると、「主殿」と呼ばれる常御所が造られた。主殿には対面や仏事を行う部屋、寝室などがあり、一つの完結した生活の場となっていた。この形式は、渡り廊下で寝殿と対屋をつなぐ寝殿造や、玄関・大書院・小書院などを連ねる書院造とも異なっており、一つの独立した様式であるとして「主殿造」と呼ぶことがある。

## 遺構
室町時代の「主殿」の遺構は残っておらず、文献から様子が知られるのみである。なお、江戸幕府大棟梁・平内家に伝わった秘伝書「匠明」（1608年）には「昔主殿の図」が掲げられている。
時代は下がるが、園城寺にある書院は、「匠明」の平面図と共通する点があり、主殿造の様式を残していると言われる。床、棚、書院を備えており、古風な書院といった印象を受ける。
園城寺の勧学院客殿（1600年）、光浄院客殿（1601年）は国宝に指定されている。また、園城寺の日光院にあった書院は東京に移築され護国寺月光殿になっている（重要文化財）。